# Conradino de Hohenstaufen
Conradino de Hohenstaufen, duque de Suabia (o Conrado IV de Suabia) (Landshut, Baviera, 25 de marzo de 1252-Nápoles, 29 de octubre de 1268), fue rey de Sicilia y Jerusalén. Luchó por recuperar el trono de Sicilia, pero fue derrotado en 1268 por Carlos de Anjou, quien ordenó su decapitación.

## Biografía

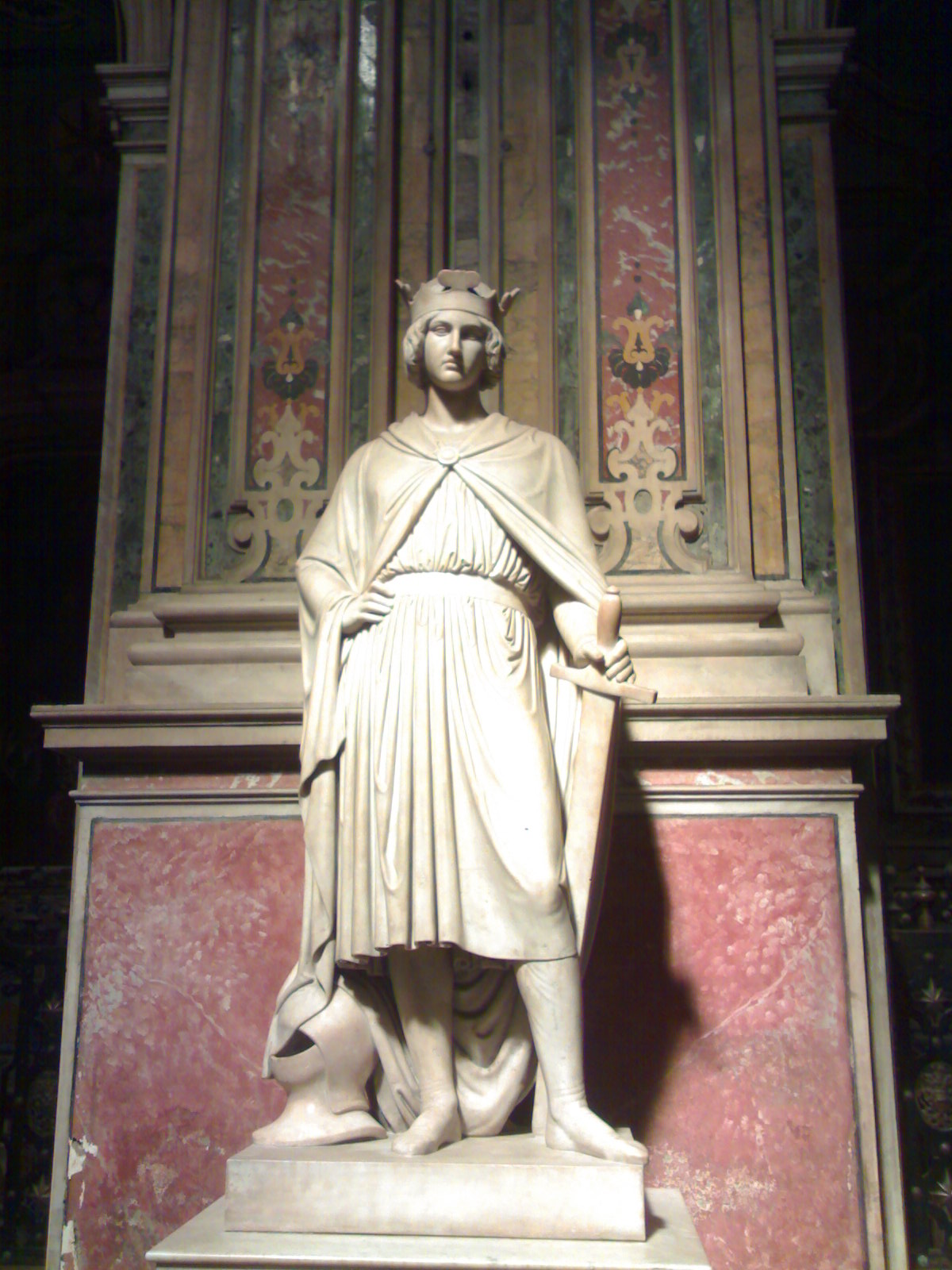
La tumba de Conradino en Nápoles.

Hijo del rey Conrado IV de Alemania y de la princesa Isabel de Baviera, fue el último representante de la dinastía de los Hohenstaufen. A la muerte de su padre Conrado IV en 1254, su heredero, Conradino, de solo dos años, permaneció en Alemania bajo la tutela del duque Luis II de Alta Baviera, mientras sus reinos de Jerusalén y Sicilia eran gobernados a través de regentes.
En 1258, Manfredo de Sicilia, regente de su sobrino Conradino en Sicilia, usurpó el trono y fue coronado Rey de Sicilia. En la Batalla de Benevento (1266), Manfredo fue derrotado y muerto, frente a Carlos de Anjou, el candidato del Papa, a la sazón suzerano del reino; y años después Conradino intentó, con apoyo gibelino, recuperar su herencia frente Carlos de Anjou, pero este le derrotó y capturó en la Batalla de Tagliacozzo, siendo poco después decapitado en la Plaza del Mercado en Nápoles, con solo 16 años de edad.